# Панов, Геннадий Назарович
Геннадий Назарович Панов (1923—1945) — полный кавалер Ордена Славы.

## Биография
Родился в семье русского крестьянина Панова Назара Саввиновича. В 1935 году окончил 4 класса школы, в 1940 году курсы трактористов. Трудился в колхозе. В марте 1942 года призван на фронт Сретенским райвоенкоматом.
Разведчик 391-й отд. разведывательной роты (323-я стр. див., 3-я армия, 1-й Белорус. фронт) В ночь на 31.05.1944 года, в составе группы захвата пробрался в тыл противника в 15 км сев. г. Рогачёв (Гомельская обл., Белоруссия), в течение суток находился в засаде и по сигналу командира разведывательной группы одним из первых напал на вражеское боевое охранение, в рукопашной схватке уничтожил нескольких гитлеровцев. С напарником вынес в расположение тяжелораненого начальника разведки полка. За этот подвиг 07.06.1944 награждён орденом Славы 3 степени.
В боях 24—30 июня 1944 в 19 км северо-западнее г. Рогачёв и за г. Червень (Минская обл., Белоруссия) обнаружил вражескую засаду, которая была уничтожена. Истребил с разведчиками свыше 10 солдат, 6 пленил, захватил радиостанцию. 01.07.1944 у деревни Матевичи (Березинский р-н Минской обл.) в ходе разведки боем проник в расположение противника и вывел из строя пулемёт с расчетом. За героизм 18.07.1944 награждён орденом Славы 2 степени.
В январе 1945 в составе той же роты, дивизии (33-я армия, 1-й Белорус. фронт) ефрейтор при прорыве обороны противника на левом берегу реки Висла г. Вилькув (Польша) и преследовании врага вместе с бойцами вступил в бой с группой гитлеровцев — 7 уничтожил, 5 взял в плен. Участвуя с разведчиками в 45-км рейде в тылу противника в районе г. Шидловец (Польша), истребил свыше 10 солдат, нескольких захватил в плен. За героизм 31.05.1945 награждён орденом Славы 1 степени.
В ноябре 1945 при возвращении на родину трагически погиб при невыясненных обстоятельствах.
Похоронен в г. Рославль Смоленской области.

## Награды
- Орден Отечественной войны 2 степени (10.06.1945);
- Орден Красной Звезды (20.08.1944);
- Ордена Славы 1-й (31.05.1945), 2-й (18.07.1944) и 3-й (07.06.1944) степеней;
- Медаль «За отвагу» (23.04.1944).

## Память
Его имя занесено в список на Мемориале Павших в селе Фирсово Сретенского района Читинской области.